# Scaptomyza sinica
Scaptomyza sinica är en tvåvingeart som beskrevs av Lin och Ting 1971. Scaptomyza sinica ingår i släktet Scaptomyza och familjen daggflugor.
Artens utbredningsområde är Taiwan. Inga underarter finns listade i Catalogue of Life.